# Yokdzonot (Tixcacalcupul)
Yokdzonot es una localidad del municipio de Tixcacalcupul en Yucatán, México.

## Toponimia
El nombre (Yokdzonot) proviene del idioma maya que significa cenote (dzonot) de Yok (patronímico).

## Ubicación
El municipio de Tixcacalcupul se encuentra ubicado en el sureste del estado de Yucatán, unos 30 kilómetros al sur de la ciudad de Valladolid. Colinda con el estado de Quintana Roo. La población de Yokdzonot se encuentra al sur de la cabecera municipal, Tixcacalcupul.